# Рубано
Рубано (итал. Rubano) је насеље у Италији у округу Падова, региону Венето.
Према процени из 2011. у насељу је живело 3434 становника. Насеље се налази на надморској висини од 16 м.

## Становништво
Према резултатима пописа становништва 2011. у општини је живело 15.669 становника.
| 1931. | 1936. | 1951. | 1961. | 1971. | 1981.  | 1991.  | 2001.  | 2011.  |
| ----- | ----- | ----- | ----- | ----- | ------ | ------ | ------ | ------ |
| 3.138 | 3.232 | 3.602 | 4.775 | 7.243 | 10.021 | 12.573 | 13.671 | 15.669 |